# Geliyoo
Geliyoo Bilişim — турецкая поисковая система. Основана турецкими программистами Бураем Савашем Анылом и Фатихом Арсланом в 2010 году. Штаб-квартира находится в Эдирне. Руководитель проекта — Хакан Атабаш.
Название «Geliyoo» стилизовано от слова «Geliyor» (тур. Идёт, грядёт, наступает). Название отсылает к известной в Турции кричалке спортивных болельщиков «Türkiye geliyor!» (тур. Турция идёт!) — аналогу российской кричалки «Россия, вперёд!». Слово искажено на манер турецкого молодёжного сленга. Слоган: «Yeni bir teknoloji Geliyoo, Türkiye’nin arama motoru Geliyoo» (тур. Новая технология Geliyoo, поисковая система Турции Geliyoo).
19 января 2017 года поисковик был запущен в тестовом режиме. В настоящее время в сервисе доступны разделы с новостями, видео, изображениями, форумом и порталом электронной торговли с услугами хостинга сайтов. Поисковик разрабатывали в течение 10 лет за 10 млн турецких лир (около $2,7 млн). В проект инвестировали 183 тыс. долларов США. Инвесторами выступили Семих Ондер и Оруч Караис — владельцы расположенной в штате Техас американской компании OSEM Enterprises, занимающейся розничной торговлей. Общая сумма вложений в проект, включая официальные и неофициальные расходы, составляет 741 тыс. евро.
Проект вызвал интерес у властей Турции. Министр транспорта, мореходства и коммуникаций Турции Ахмет Арслан считает, что использование национального поисковика принесёт большую пользу государству.
«Для страны это крайне важно. У нас будет свой поисковик, своя служба электронной почты, что удобно для граждан. Также важно то, что все данные будут храниться и обрабатываться у нас, а не за границей».

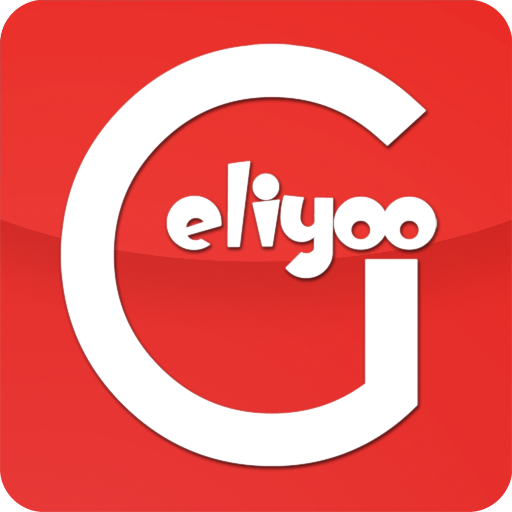
Первый логотип (2010—2015)

В 2011 году поисковик был отмечен призом Турецкой ассоциации информатики.
Geliyoo подвергли в Турции критике за использование движка поисковой системы Google при создании собственного движка Geliyoo Bot 2.0. В данный момент Geliyoo использует движок Google во всех поисковых разделах своего сервиса.